# Sundhedskollegiet
Det Kongelige Sundhedskollegium var i Danmark 1803–1907 under justitieministeriet den högsta medicinska myndigheten, som dels var rådgivande för regeringen, dels utövade tillsyn över medicinalväsendet.
Den 9 april 1740 inrättades en högsta medicinalmyndighet i form av Collegium medicum, men denna institution fick på grund av de förhållanden, varunder den inrättades, och dess sammansättning aldrig den auktoritet, som var avsett, och efter Det Kongelige Kirurgiske Akademis tillkomst 1785, varvid allt, som gällde kirurgerna, lades under denna, miste Collegium medicum nästan all betydelse. 
År 1802 tillsattes en kommission, då det uppstått stridigheter mellan Collegium medicum och Kirurgiska akademien i frågan om Collegium medicum borde ha såväl medicinare som kirurger som ledamöter. Detta ledde genom reskript av den 13 maj 1803 till inrättandet av ett medicinskt-kirurgiskt Sundhetskollegium, varmed barnmorskekommissionen och Köpenhamns karantänkommission förenades. Sundhedskollegiet skulle under det danske kancellis ledning ha ett fortlöpande tillsyn med hela medicinalväsendet och med alla offentliga hälsofrågor i Danmark och underlydande områden. Det skulle bestå av ett lika antal medicinare och kirurger och genom kancelliet ge kungen förslag till tjänstetillsättningar inom verksamhetsområdet.  Hur stort arbete kollegiet uträttade, och hur enormt arbetet växte, framgår bäst av dess förhandlingar, som utgavs från 1843. Till 1877 utkom kollegiets årsberättelse i ett årligt band, från 1878 utkom dess förhandlingar för sig och medicinalberättelsen för kungariket Danmark för sig. 
Medan Sundhedskollegiet alltid hade arbetat i samförstånd med justitieministeriet, och ministeriet alltid visat största möjliga hänsyn, förändrades detta ganska snabbt efter att Peter Adler Alberti 1901 blivit justitieminister. Det kom att råda ren godtycklighet i administrationen av medicinalväsendet; ämbeten tillsattes, och apoteksprivilegier utdelades oavsett de sökandes kvalifikationer, på politiska eller andra grunder. Kollegiets ansträngningar för att verka för sundhetsväsendets och landets bästa kom därigenom på skam. Detta ledde i december 1906 till svåra motsättningar mellan kollegiet och Alberti, som avfärdade kritiken. 
Den 9 mars 1907 begärde kollegiets samtliga ledamöter att få bli entledigade från sina uppdrag och den 7 april samma år beviljades de avsked.  Som en temporär lösning inrättades ett statskontor för sundhetsväsendet, och det tillsattes genom lag en parlamentarisk kommission, som utarbetade ett förslag till lag om sundhetsväsendets centraladministration, och genom lag av 30 april 1909 upphörde Sundhedskollegiet och ersattes av Sundhedsstyrelsen.